# Sternocoelis incisus
Sternocoelis incisus är en skalbaggsart som först beskrevs av Schmidt 1885.  Sternocoelis incisus ingår i släktet Sternocoelis och familjen stumpbaggar. Inga underarter finns listade i Catalogue of Life.